# Orientopius flavicornis
Orientopius flavicornis är en stekelart som beskrevs av Vladimir Ivanovich Tobias 1998. Orientopius flavicornis ingår i släktet Orientopius och familjen bracksteklar. Inga underarter finns listade i Catalogue of Life.